# Rodriguezia obtusifolia
Rodriguezia obtusifolia là một loài lan đặc hữu của miền đông Brasil.

## Hình ảnh

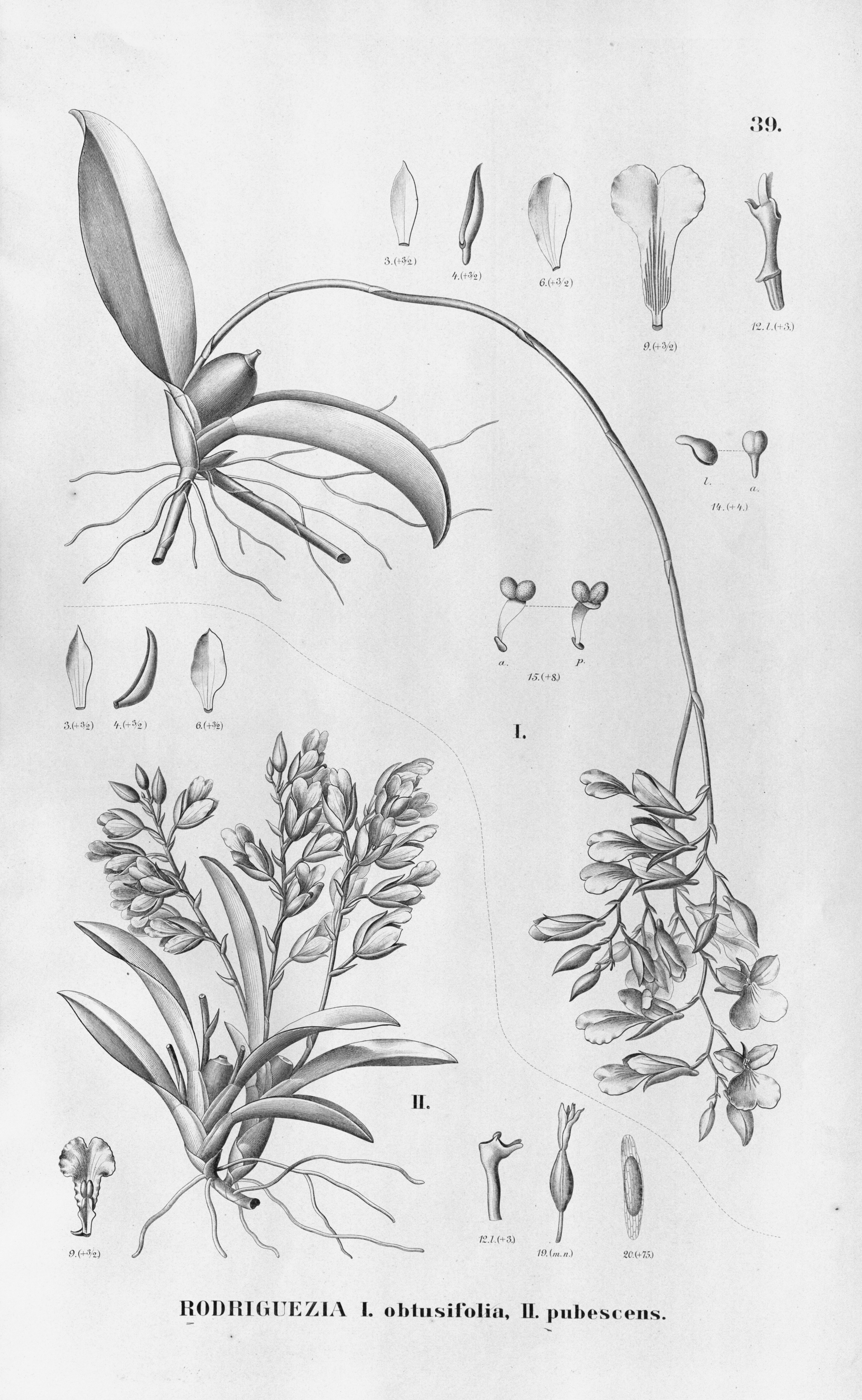